# Oberonia murkelensis
Oberonia murkelensis är en orkidéart som beskrevs av Johannes Jacobus Smith. Oberonia murkelensis ingår i släktet Oberonia och familjen orkidéer. Inga underarter finns listade i Catalogue of Life.